# Château du Vouchot
Le château du Vouchot est un château du XIIe siècle situé à La Grande Verrière, dans le département français de Saône-et-Loire, en Bourgogne-Franche-Comté.

## Description
Cette forteresse de plaine à plates-formes quadrangulaires, du XIIe siècle, fut modifiée au XVe siècle. Transformé en château moderne au XVIIIe siècle, il comporte un logis rectangulaire avec deux tours hexagonales en façade arrière et deux tours rondes, détachées de l'ancien château, qui apparaît encore sur l'ancien plan cadastral, au nord du logis actuel. Il conserve des traces d'une terrasse le long de la route départementale no 3, côté est : la basse cour. Il est situé au finage de La Grande-Verrière, au nord de l'église.
Cette propriété privée que l'on ne visite pas a fait l'objet d'une inscription partielle au titre des Monuments historiques pour son portail Louis XIII, depuis le 27 septembre 1995.

## Historique
Jean-Baptiste-Pierre Jullien de Courcelles, nous apprend dans son Dictionnaire Universel de la Noblesse de France que Les Garnier du Vouchot, sont une ancienne famille de Bourgogne, qui remonte à Jehan Garnier Seigneur du Vouchot vivant en 1486. Et un Jean Garnier du Vouchot, seigneur de Glennes en 1470.
Nous trouvons un Jean Garnier du Vouchot né vers 1473, qui aurait eu deux enfants, Pierre et Antoine. Pierre Garnier figure comme noble de Verrières-sous-Glenne dans un rôle de feux de 1461.
Ce fief mouvait de la châtellenie de Glenne (Glaine), il fut acquis au début du XVIe siècle par Jean Garnier et son épouse Pierrette Simonot. Jean leur fils, notaire et praticien à Autun, en était seigneur en 1584.
Philibert Garnier, noble écuyer, sieur de Vouchot, époux de Charlotte Degaud, teste en 1607, souhaitant être inhumé dans la Chapelle Saint-Claude de Verrières où il fonde une messe le mardi, à perpétuité, sa veuve va épouser son beau-frère Pierre Garnier et meurt peu de temps après, ce qui ressort d'un acte d'acquisition concernant un domaine dépendant de Glenne et acheté le 1er mars 1622 par Edme de Gorris à Dame Charlotte Degaud, veuve de Pierre Garnier, seigneur de la Motte-Marcilly. Pierre Garnier avait deux enfants semble-t-il : Pierre et Jeanne.
Pierre de Vouchot aurait épousé Louise de Choiseul-Traves, fille de Jean de Choiseul-Traves, seigneur de Vautheau il testera le 2 décembre 1664, et Jeanne du Vouchot, elle épousa Claude de Letouf, maréchal de camp des armées du roi, colonel d'un régiment de cavalerie, baron de Sirot, seigneur de la Crotte, Mauvoise et autres lieux. Jean de Vouchot, fils de Philibert épouse Charlotte de Grand, qui lui donne trois enfants : Pierre, écuyer, baron de La Motte-Marcilly, mort célibataire ; Jeanne, qui épouse en 1626, Claude de Lestuf, baron de Sirot, Mauvoisin et la Crote ; et Charlotte qui épouse Jacques-François de l'Etouffe, (Letouf) chevalier, comte de Pradines, seigneur de Valorges.

### Famille de Lagoutte du Vivier
Charlotte de Grand, veuve de Jacques François de L'Etouffe, vend le fief après la mort de son mari, le 6 octobre 1680, à Sébastien de Lagoutte, pour la somme de 24 000 livres qui lui furent payées en « Louis d'or, pistoles d'Espagne, écus blancs, pièces de trente sous et aultres monnoies ayant cours ».
Sébastien de Lagoutte épouse Françoise de Chevigny, qui lui donna de nombreux enfants : Claude de Lagoutte, le puîné, seigneur du Vouchot, contrôleur des fortifications de France et en 1720, il laissa ses biens à Claude II, son neveu, fils d'Antoine de Lagoutte, qui mourut sans postérité. La seigneurie passa à Charles-Jean de Lagoutte, écuyer, seigneur du Vivier, puis à son fils Sébastien-Marie, chevalier de Saint-Louis, époux de Marguerite-Charlotte de Girval, qui lui donna trois fils : Jean-Charles-Hubert de Lagoutte, écuyer, seigneur du Vivier; Jean-Prosper de Lagoutte et François-Xavier de Lagoutte, lieutenant-colonel au 2e régiment de carabiniers, officier de la Légion d'honneur, possesseur de Vouchot en 1866, époux de Marie-Blanche Péchin, dont : Sébastien-Marie-Gustave Hubert de Lagoutte et Marie-Caroline-Marguerite-Alice de Lagoutte.
Le portail Louis XIII fait l'objet d'une inscription au titre des monuments historiques depuis le 27 septembre 1995.

### Famille de Lanouvelle
Hubert de Lagoutte du Vivier et sa sœur Chantal de Lagoutte du Vivier, tous deux célibataires et sans enfants vendent le Vouchot en 2005 à Ludovic et Brigitte de Lanouvelle.
La famille de Lanouvelle, originaire des Cévennes, est installée en Saône-et-Loire depuis le mariage des parents de Ludovic : Henri de Lanouvelle et Marie-José Lacaille d'Esse, le 1er octobre 1947 au Château du Mauny, à Rosey en Saône-et-Loire. Marie-José Lacaille d'Esse est la fille de Jean-Baptiste Lacaille d'Esse, commandant de l'École Navale, puis, une fois veuf et ses enfants mariés, prêtre et chanoine d'Autun ; et l'arrière petite-fille du baron Just de Contenson, propriétaire du château de Sercy, toujours en Saône-et-Loire. Elle a reçu en héritage le château du Mauny et d'autres propriétés dans la région par sa mère Hélène Chambion ; un patrimoine constitué par ses ancêtres Chambion, banquiers à Chalon-sur-Saône.
Ludovic et Brigitte de Lanouvelle ont réalisé d'importants travaux de rénovation au Château du Vouchot depuis 2005, notamment pour réhabiliter le pigeonnier datant du XVe siècle.

## Liste des seigneurs et propriétaires
- Jean Garnier, châtelain de Glaine et son épouse Pierrette Simonot, début du XVIe siècle ;
- Jean (II) Garnier, notaire et praticien d'Autun, seigneur de Vouchot (1584) ;
- Philibert Garnier, noble écuyer, seigneur du Vouchot, teste en 1607 ;
- Jean (III) Garnier, fils de Philibert, époux de Charlotte de Grand ;
- Jacques François de l'Etouffe, comte de Pradines, seigneur de Valorges et son épouse Charlotte Garnier du Vouchot (vend en 1680) ;
- Sébastien de Lagoutte et Françoise de Chevigny (achat en 1680) ;
- Claude de Lagoutte, fils de Sébastien et seigneur du Vouchot ;
- Claude II de Lagoutte, seigneur du Vivier, et du Vouchot, neveu du précédent, et fils d'Antoine de Lagoutte, mort sans postérité (1720) ;
- Charles-Jean de Lagoutte, écuyer, seigneur du Vivier et du Vouchot ;
- Sébastien-Marie de Lagoutte, fils de Charles Jean, époux de Marguerite-Charlotte de Girval ;
- Jean-Charles Hubert de Lagoutte, propriétaire du Vivier ;
- François-Xavier de Lagoutte, lieutenant-colonel, propriétaire en 1866 ;
- Ludovic de Lanouvelle, avocat au Conseil d'État et à la Cour de cassation, propriétaire en 2005.

## Armoiries
- La famille Garnier du Vouchot porte « D'azur au chevron d'or accompagné de trois moletes déperon de même. »[4] ;
- La famille de Lagoutte porte « D'azur, au chevron ondé d'or, accompagné de deux glands d'argent, en chef, et d'un croissant de même, en pointe. »
- La famille de Lanouvelle porte « Écartelé, aux 1 et 4 d’argent, au bœuf passant de gueules, portant une palme de sinople ; aux 2 et 3 d’azur, à l’arche de Noë d’argent, surmontée d’une colombe d’argent portant un rameau d’olivier de sinople »